# (6566) Shafter
(6566) Shafter – planetoida z pasa głównego asteroid okrążająca Słońce w ciągu 3 lat i 161 dni w średniej odległości 2,28 j.a. Została odkryta 25 października 1992 roku w obserwatorium w Oohira przez Takeshiego Uratę. Nazwa planetoidy pochodzi od Allena Shaftera (ur. 1955), profesora astronomii na Uniwersytecie Stanowym w San Diego. Przed nadaniem nazwy planetoida nosiła oznaczenie tymczasowe (6566) 1992 UB2.